# Mado Robin

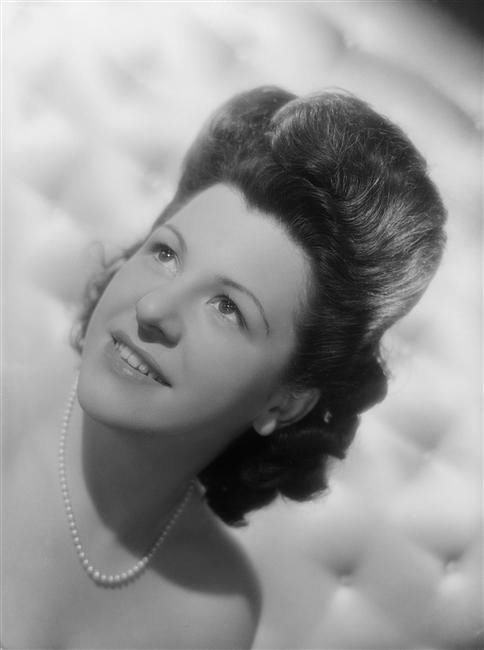
Mado Robin, 1944

Madeleine Marie Robin (* 29. Dezember 1918 in Yzeures-sur-Creuse; † 10. Dezember 1960 in Paris) war eine französische Opernsängerin (Koloratursopran).

## Leben
Kritiker rühmten ihren Stimmumfang, der bis zum viergestrichenen D reichte. Im Jahr 1936 wurde sie von Gesangslehrer Mario Podestà entdeckt und zur Koloratursopranistin ausgebildet. Durch den Krieg bedingt, debütierte sie erst am 7. Dezember 1944 als Gilda in Rigoletto an der Pariser Opéra-Comique. In den folgenden Jahren trat sie unter anderem in den Opern Die Zauberflöte als Königin der Nacht, in Les Contes d’Hoffmann als Olympia, in Il barbiere di Siviglia als Rosina und in Les pêcheurs de perles als Leyla auf. Die Rolle der Lakmé in der gleichnamigen Oper von Léo Delibes galt als ihre Lieblingspartie.
Mit 17 Jahren heiratete sie den Engländer Alan Smith, der kurz nach dem Zweiten Weltkrieg bei einem Autounfall starb. Sie selbst starb am 10. Dezember 1960 in Paris an Krebs, kurz vor der 1500. Aufführung von Lakmé an der Opéra-Comique, die das Ereignis für ihren 42. Geburtstag vorbereitet hatte.